# Dutch Flat
Dutch Flat (früher: Dutch Charlie’s Flat) ist ein census-designated place (CDP) nordöstlich von Sacramento im Placer County im US-Bundesstaat Kalifornien mit 183 Einwohnern (Stand: 2020). Der Ort wurde im Frühjahr 1851 von den deutschen Einwanderern Joseph und Charles Dornbach während des Kalifornischen Goldrausches gegründet und gehörte in der zweiten Hälfte des 19. Jahrhunderts zu den Goldgräberstädten in den Ausläufern der Sierra Nevada. Der Namensbestandteil „Dutch“ (eigentlich: „Niederländisch“) rührt daher, dass die Amerikaner im 19. Jahrhundert mit dem Wort „Dutch“ bisweilen auch Deutsche bezeichneten.
Zwischen 1854 und 1882 war Dutch Flat ein bedeutender Standort für hydraulischen Bergbau, bei dem die Erze mit Wasserkraft aus dem Berg gelöst werden. Im Jahr 1860 hatte der Ort die größte Wählerzahl in Placer County und war zugleich Heimat von rund 2.000 chinesischen Minenarbeitern.
Der Ort entwickelte sich nach dem zwischenzeitlichen Verbot des hydraulischen Bergbaus im Jahr 1884 von einer Stadt in ein Dorf zurück und wurde im Jahr 1948 als California Historical Landmark in die offizielle Liste der Kulturdenkmale in Kalifornien aufgenommen. Touristisch bedeutsam sind heute ein Goldgräbermuseum, das Dutch Flat Hotel aus dem Jahr 1852 und ein Antiquitätenshop.

## Galerie

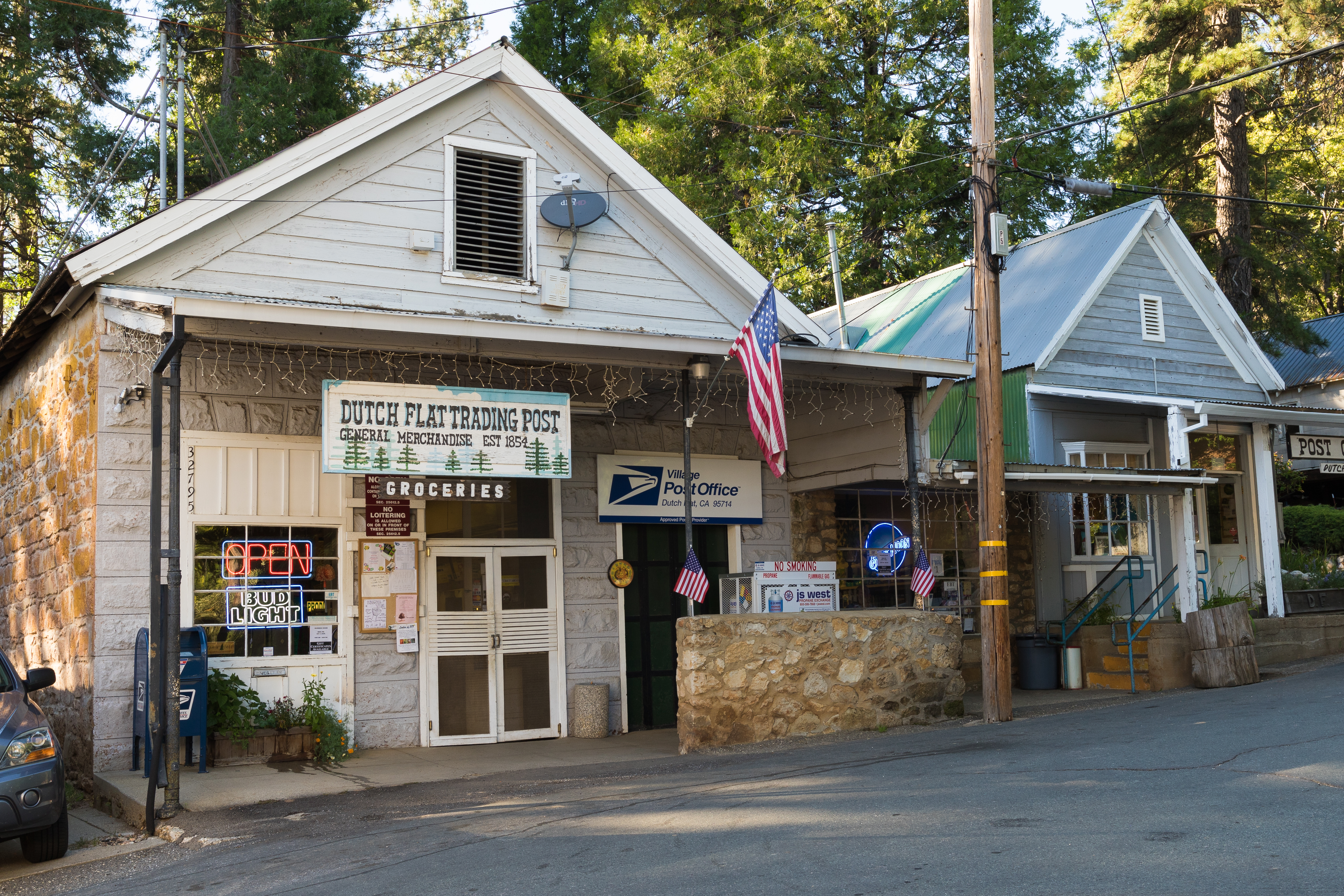
Dutch Flat Trading Post (links) und Post Office
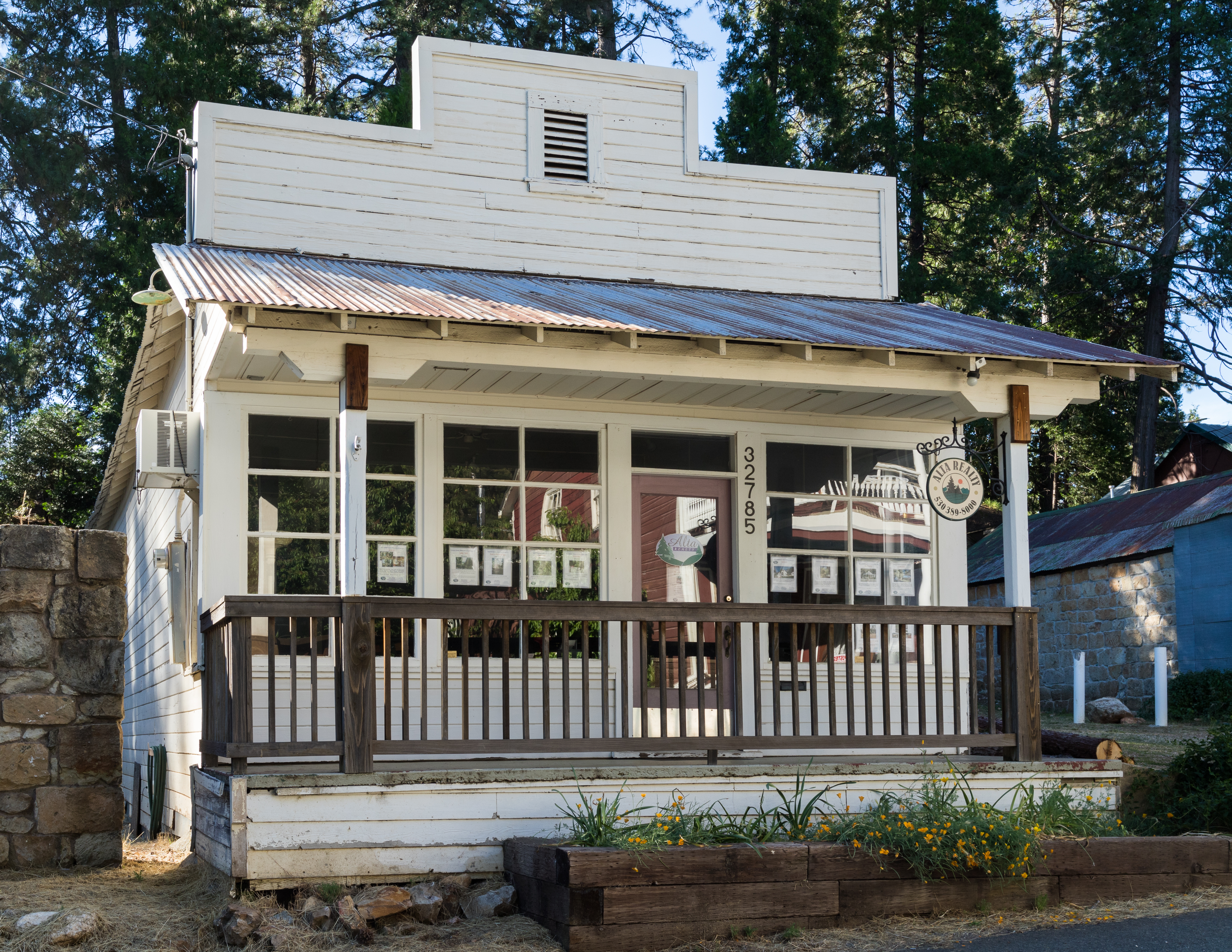
Haus an der Main Street des Ortes
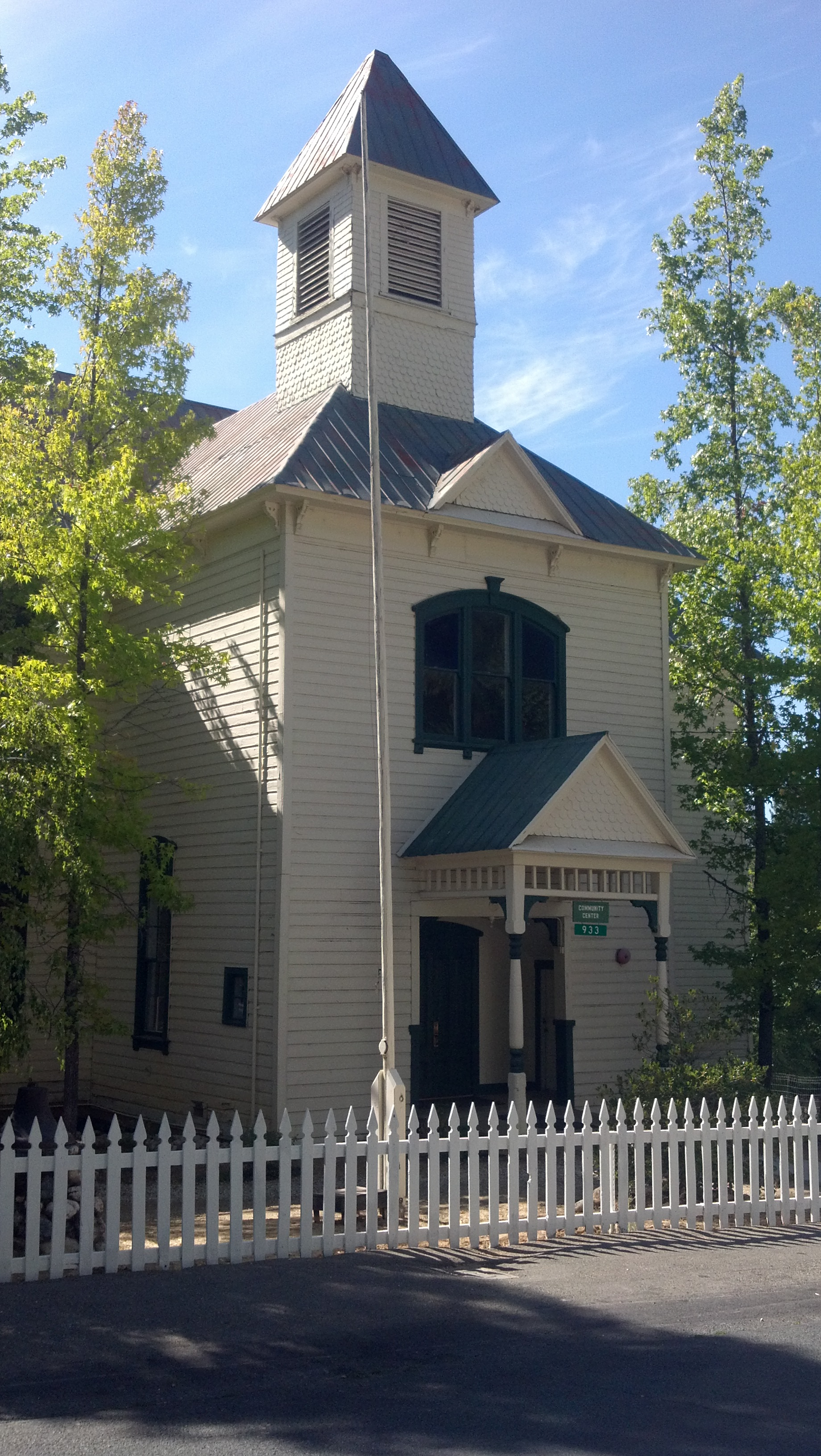
Ehemaliges Schulhaus von Dutch Flat
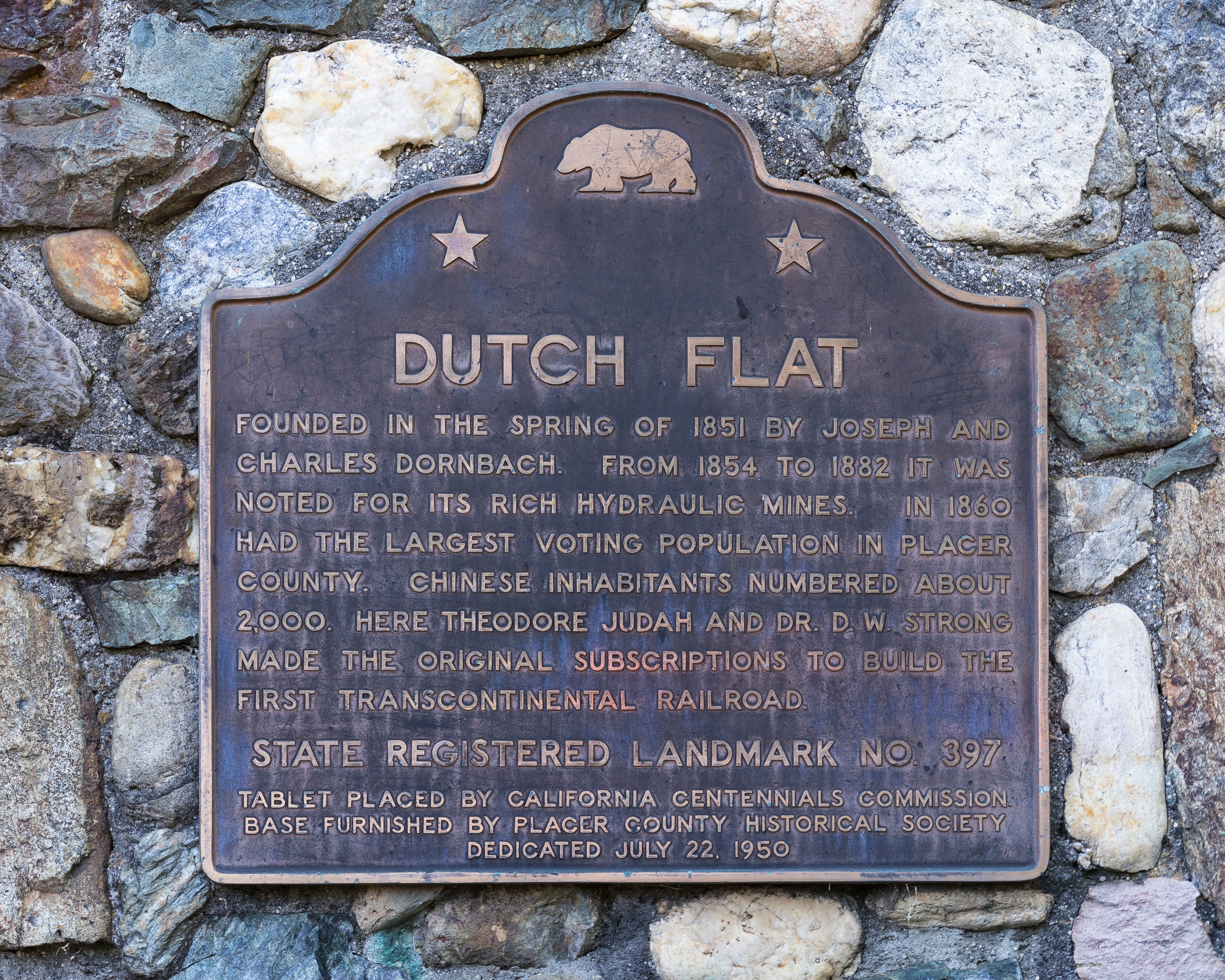
Hinweisschild zur Aufnahme des Ortes als State Registered Landmark
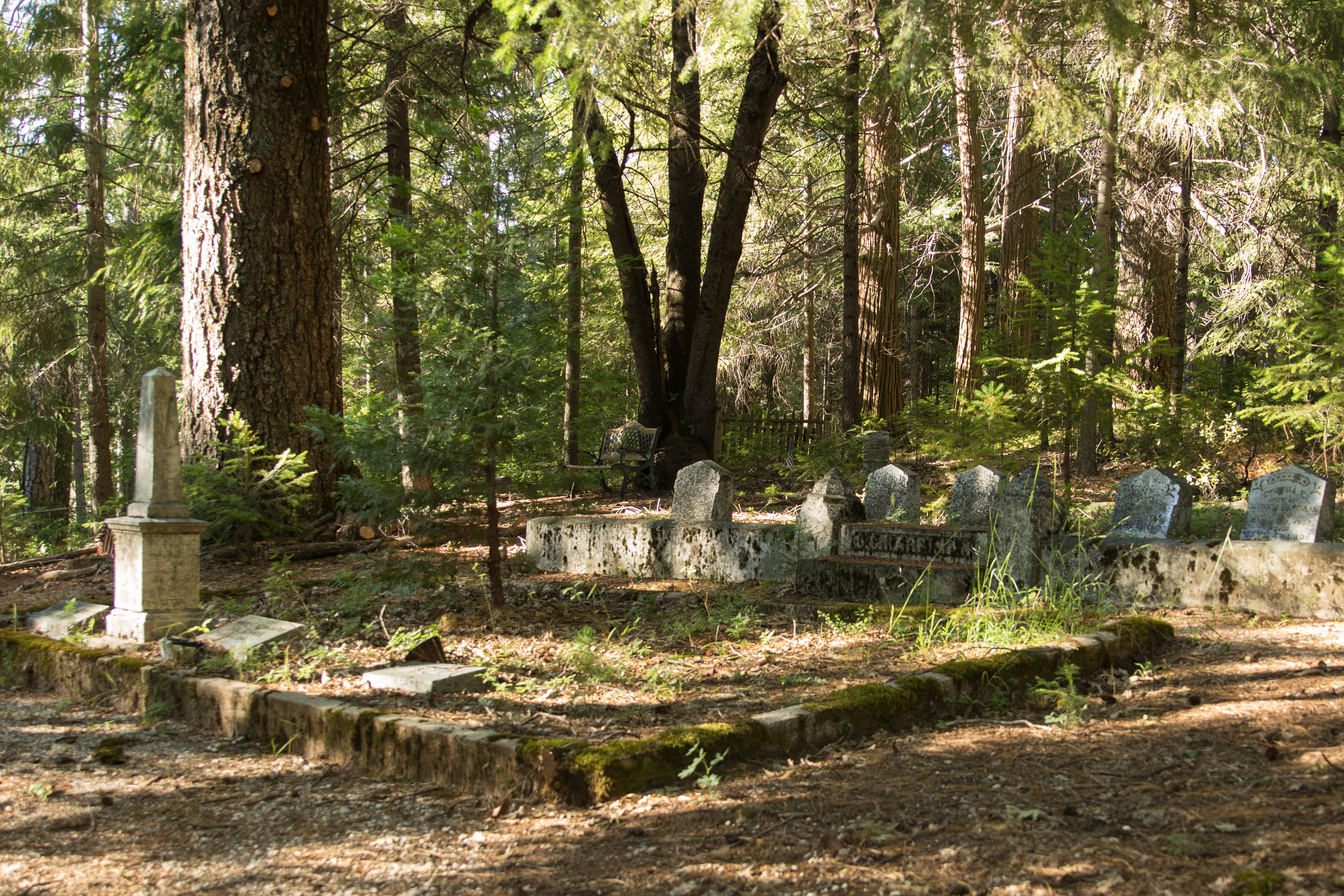
Friedhof von Dutch Flat, auf einem Hügel oberhalb des Ortes gelegen
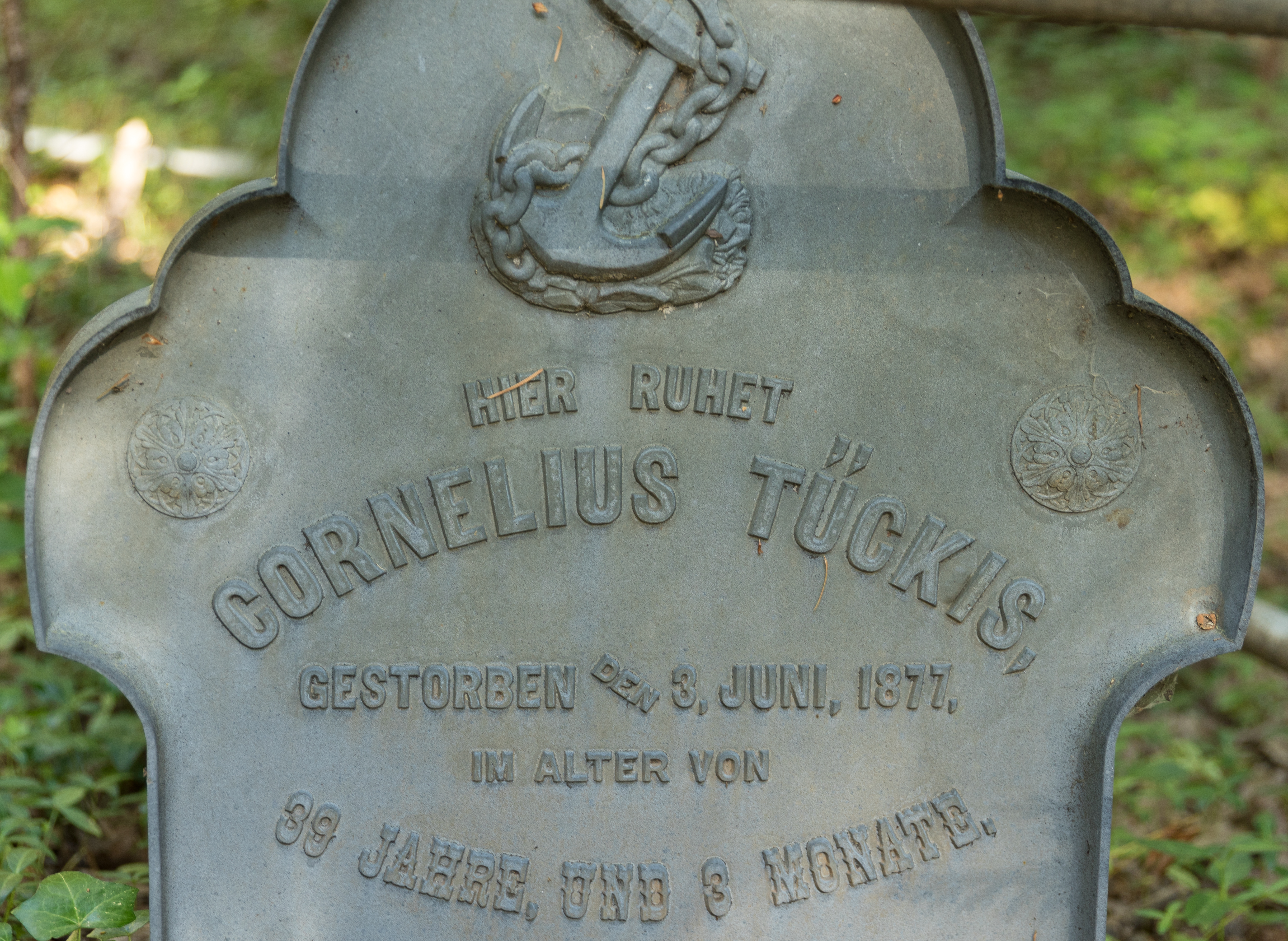
Grabstein von Cornelius Tückis (1837–1877) einem deutschen Einwanderer von der Insel Föhr auf dem Friedhof von Dutch Flat